# Rádio Nova Morada
Rádio Nova Morada é uma emissora de rádio brasileira sediada em São Paulo, capital do estado homônimo. Opera no dial AM, na frequência 1260 kHz e no dial eFM na frequência 84.3 MHz na banda estendida, retransmitindo a programação da Super Rede Boa Vontade de Rádio, e pertence ao Sistema Integrado de Comunicação Roberto Montoro, sediado em Araraquara. Seu transmissor de AM está localizado no bairro Jardim Ângela e o de FM está situado na Avenida Doutor Arnaldo.

## História
Fundada como Rádio Santo Amaro (originalmente Rádio Difusora Hora Certa de Santo Amaro ou Rádio Difusora de Santo Amaro) pela comunidade japonesa, pelos irmãos Kohei e Mario Okuhara, era sediada na Avenida da Liberdade e operava na frequência 730 kHz e trouxe a ex-apresentadora do Imagens do Japão Rosa Miyake. Já foi também de propriedade de Paulo Machado de Carvalho e Paulo Machado de Carvalho Filho. Posteriormente, a emissora é adquirida por Francisco Monteleone e transfere-se para a Rua Granja Julieta.
Foi comprada em 1969 por Roberto Montoro com a Rádio Voz da Araraquarense de Araraquara. Em 1970, é lançada a Rádio Mulher, uma sociedade de Roberto com o irmão Antonio Bruno Montoro. A rádio nasceu com uma proposta inovadora, sendo feita por mulheres e voltada para o público feminino. A emissora contou com nomes como Hebe Camargo, apresentando programa similar ao que comandava na TV. A emissora foi uma das últimas de São Paulo a se dedicar às radionovelas. Em 1975, passa a operar na frequência 1260 kHz.
Em 2 de julho de 1971, entra no ar sua primeira equipe esportiva inteiramente feminina, chefiada pela publicitária Helena Marques. Pela equipe já passaram nomes como a locução de Zuleide Ranieri; comentários de Jurema Iara e Leila Silveira; comentários de arbitragem de Léa Campos — que também era juíza; na reportagem, Germana Garili, Claudete Troiano e Branca do Amaral; no plantão, na sede da rádio, ficavam as locutoras Liliam Loy, Siomara Nagi e Terezinha Ribeiro. O objetivo era trazer mais mulheres aos estádios, onde o slogan era "A cada mulher a mais no estádio, um palavrão a menos". No entanto, os baixos índices de audiência provocaram a dissolução da equipe em 1975. Outro motivo para o fim da equipe era o preconceito por parte dos profissionais masculinos que reclamavam em ter que dividir espaço com as repórteres femininas. Esta equipe foi substituída por outra, composta por 15 homens. Além da equipe esportiva, havia também dificuldade em manter a equipe feminina da emissora, que dos 136 funcionários, 132 eram mulheres que atuavam na produção, apresentação, da parte burocrática e direção-geral. Em dezembro de 1980, a Rádio Mulher aparecia na décima colocação (empatada com a Rádio Gazeta) entre as rádios mais ouvidas na Grande São Paulo, com 0,09% de acordo com medição do Ibope.
Por volta de 1985, era registrado que o projeto inicial já havia sido abandonado e boa parte de sua programação era comandada por homens. Em 1986 e 1987, a Rádio Mulher comemorava êxito em sua programação 100% sertaneja. Sob o nome Rádio Morada do Sol, sua programação foi arrendada para a Igreja Pentecostal Deus é Amor, em meados dos anos 1990.
Em 24 de janeiro de 2021, a Rádio Morada do Sol anunciou que deixaria o estilo religioso, para seguir com uma nova programação, com isso encerrando cerca de 30 anos de parceria com a Rádio Deus é Amor.
Em março de 2021, estreiam na grade os pastores Marinho Silva e Ezequiel Pires.
Em abril de 2021, estreiam os programas "Fabiano Souza", de variedades, e "André e Você", apresentado pelo psicólogo André Lúcio Nicoli, dirigido a temas sobre comportamento. Em maio do mesmo ano, foi firmada uma parceria de conteúdo com o Instituto Unieb.
Em janeiro de 2022, um novo formato popular foi lançado na frequência; com o nome fantasia de Nova Morada. O projeto contou com comunicadores como Thiago Matheus e Kaká Siqueira e visava a migração da emissora para os 84,3 MHz, na faixa de FM estendido.. A equipe de comunicadores também contou com a jornalista Silvia Vinhas, que apresentava de segunda a sexta-feira, às 12h, o programa Conexão Nova Morada.
O time de comunicadores contou com a experiência de Rubens Palli, que já atuou em diversas emissoras paulistas, e comandava o programa "Sintonia Nova Morada", às 14h. O comunicador Thiago Matheus, além de ter apresentado o "Expresso Nova Morada, de segunda a sexta-feira, a partir das 9h, também foi o responsável artístico da Nova Morada. 
A experiência do comunicador Rony Magrini também foi um diferencial com o "Bom Dia, Nova Morada".
Em fevereiro de 2022, contou com as transmissões de futebol em parceria com a Rádio 365.
A emissora também contou com o DJ Rui Taveira a frente do programa Dance Bem nas noites de sábado com os clássicos das pistas, além da comunicadora Priscila Cardoso. No início de 2023, contou também com os comunicadores Gilberto Nascimento, Luiz Torquato, Walmir Amaral e o jornalista Wagner Belmonte. Com isso, o programa "Bom Dia, Nova Morada" passou a iniciar-se às 7h.
Em 1º de fevereiro, a Nova Morada iniciou testes no FM estendido em 84,3 MHze oficializou as transmissões na faixa estendida em 18 de abril do mesmo ano. Porém, a programação foi se desmanchando gradualmente até que outra grade ocupou o espaço. Essa situação durou até que, sem qualquer aviso, em 10 de agosto, passou a retransmitir na íntegra a programação da Rádio Grenal. Isso durou até 9 de outubro, quando também sem aviso, trocou a retransmissão da Grenal pela programação da Super Rede Boa Vontade de Rádio (da LBV) no AM 1260 e 2 dias depois no FM 84.3, o que foi confirmada pela Rede, cuja estreia da emissora nas duas frequências aconteceu no dia 16. 